# 饒姓

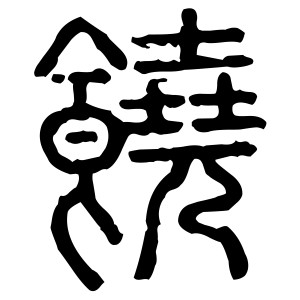
小篆的「饒」
字體為「全字庫說文解字」

饒姓讀音ㄖㄠˊ，是中國眾多姓氏之一，《百家姓》也有收錄此姓。饒姓源起華北，出現時間約在戰國，至今已有2200年以上的歷史，而後由北向南發展，並在江西繁衍擴大。此外，饒氏亦見於廣東、福建，以及臺灣。2008年4月4日中華饒氏文化研究中心在江西省南城縣珀玕饒氏宗祠舉行「中華饒氏尋根祭祖活動」，並祭拜了饒氏鄱陽五世祖饒信，掃墓隊伍有一千多人之長。

## 姓氏起源
饒氏起源說法甚眾，約略有列表四種說法：
1. 出自姜姓，以封邑名為氏。《姓氏辨證》載，戰國時期，趙悼襄王封長安君於饒（今河北省饒陽一帶），長安君的後代子孫以祖上封邑為姓，稱為饒姓。
2. 亦出自姜姓，也以封邑名為氏。據《古今姓氏書辯證》載，戰國時期，齊國有大夫封於饒（今山東省青州市境內）。其子孫遂以封邑為姓氏，稱為饒姓。望族出自平陽、臨川。
3. 出自媯姓，舜帝之後裔，以國名為氏。舜帝本為姚姓，因居媯汭而得媯姓。舜帝一系主支姓氏歷經多次變遷，夏代和商代商均、虞遂為正朔。據《姓源》載： 「姚舜之後。舜的支裔取饒為部落名，後為氏。」又據《百家姓考略》載，商代以商均的支子受封於饒國，其後代以國名為氏，亦稱饒氏。
4. 出自堯姓，堯帝之後裔，公元前1045年，周武王滅商，分封諸侯，追思元聖，周武王封地給帝堯後人23世「京」（字子京），在薊（今北京附近）。其子「理」遷移到山西平陽，其子孫後代以祖上諡號為姓，稱平陽堯氏。至秦滅六國，堯姓家族為逃戰禍，從此子孫散遷天下，54世堯萱從自平陽徙居江西鄱陽（古饒州，今屬江西），後遷臨川（今撫州）。到56世堯濙時為西漢，漢宣帝劉詢即位, 劉詢本名「劉病已」，即位後改名「詢」，下詔全國要避帝名「詢」之諱，如 把姓「荀」的改姓「孫」。堯濙任當朝京兆尉，同朝御史大夫魏相上奏皇上，說堯濙雖是上古唐堯的嫡系後代，但帝堯乃上古五帝之一，百聖至聖，堯濙也應該避諱，於是漢宣帝就在「堯」的左邊加一個「食」旁，就變成了「饒」（後來簡化為「饶」），賜堯濙改姓「饒」，為饒姓始祖，擢升為太傅，並下詔全國，要求天下凡姓「堯」的均改姓「饒」。[原創研究？]

## 遷徙分布
饒姓的主要遷分：江西省、湖北省
饒姓自得姓至今已有超過2,200年歷史。饒姓的遷分路線始於河北饒陽（眾多起源之一），繼而是江西省饒州，再南遷福建、廣東。有些因為華南地區山多田少，還遷往臺灣一帶。

## 饒姓宗祠通用對聯

### 饒姓宗祠四言通用聯
- 饒邑啟姓，平陽閥閱。——佚名撰饒姓宗祠通用聯

全聯典指饒姓源流和郡望（見上題頭《姓氏源流》和《郡望堂號》介紹）。
- 臨川紹美，邵武傳經。——佚名撰饒姓宗祠通用聯

上聯典指南宋撫州臨川人饒節。曾跟三司使曾布做事，因變法中與曾布意見不合，剃髮為僧，更名如璧。先在靈隱寺，後主持襄陽天寧寺，曾作偈語：「間攜經卷倚松立，試問客從何處來？」便號「倚松道人」，著有《倚松老人集》。陸游稱他為「當時詩僧第一」。
下聯典指南宋邵武人饒干，字廷老，淳熙年間進士，官長沙知縣，恰巧朱熹在長沙任太守，他便抓緊辦理公事，有時間就去聽朱熹講學。後知懷安軍。

### 饒姓宗祠五言通用聯
- 河北源流遠，平陽世澤長。——佚名撰饒姓宗祠通用聯

此聯為饒氏宗祠「平陽堂」通用堂聯。

### 饒姓宗祠六言通用聯
- 節著歲寒之烈，政敷春日之和。——佚名撰饒姓宗祠通用聯

上聯典指清代閩縣人饒廷選，道光年間隨軍駐台灣，後官漳州游擊，咸豐年間，官至總兵，曾參與抵抗太平軍。
下聯典指西漢人饒威，官魯陰太守，多有惠政，深得民心。

### 饒姓宗祠七言通用聯
- 輕財好義稱長者,掛錫吟詩第一僧。——佚名撰饒姓宗祠通用聯

上聯典指宋代學者饒延年。游陸九淵之門，九淵稱其「開豁有力量」，以經學稱。隱居不仕，輕財好義，鄉人德之。卒後魏了翁題其銘曰：「有宋長者饒止翁之墓」。
下聯典指宋代高僧饒節。掛錫靈隱，晚主襄旭之天寧寺。有《倚松老人集》。陸游稱其為當時「詩僧第一」。
- 奏表節義名御史,為文俊潔號先生。——佚名撰饒姓宗祠通用聯

上聯典指明代中書舍人饒天民嘉靖進士，官至河南道御史。劾郭勳，議河套，尋按蘇松，奏表節義，祀文天祥、吳泰伯，治澱山、吳漆諸水，為名御史。
下聯典指明代學者饒瑄。少時好馳馬試劍，弱冠習星曆算數、山經地誌、九流百家之書。為文俊潔有程法，學者稱行齋先生。
- 愛國賢良徵元禮，忠君道術重雙峰。——佚名撰饒姓宗祠通用聯

上聯典指宋代大學士饒子儀，字元禮。
下聯典指宋代理學家饒魯，字雙峰。

### 饒姓宗祠七言以上通用聯
- 食足衣豐，春長人壽；堯天舜宇，海宴河清。——佚名撰饒姓宗祠通用聯

此聯為以鶴頂格鑲嵌饒姓的「饒」字的析字聯。
- 雙峰不仕，性謹專學；九歲能詩，明經修行。——佚名撰饒姓宗祠通用聯

上聯典指宋代饒魯。學術專精，屢薦不仕。
下聯典指宋仗饒子儀九歲能詩，以明經修行聞於朝。
- 學術專精，美雙峰之衣砵；詩才俊逸，羡德操之吟哦。——佚名撰饒姓宗祠通用聯

上聯典指宋代學者饒魯，字伯輿，一字仲元，余干人。嘗赴試不會，遂專意聖帝，以致知力行為本，四方聘講無虛日，作朋來館以居學者。又作石洞書院，前有兩 峰，因號雙峰。有《五經講義》、《太極三圖》等多種。
下聯典指宋代高僧饒節事典（見上七言聯首聯「掛錫吟詩第一僧」句聯釋）。

## 堂號
- 平陽堂：以郡望起的堂號。平陽，三國時魏置，治所在平陽（今山西省臨汾縣西南）。
- 臨川堂：以郡望起的堂號。臨川，三國時吳置，在今江西省南城東南；西晉移治到今江西省撫州市西。
- 惠風堂：以歷史名人事蹟起的堂號。惠風就是春風。漢朝時饒威為魯陽太守，其政策之好，如同春風吹向百姓，故得「惠風堂」之名。
- 朋來堂：以歷史名人事蹟起的堂號。宋代饒魯，行為端正謹慎，治學問注重實踐。常有人請他出來做官，但他都不願。眾多學生向他討教，於是建造「朋來堂」。

## 資料來源
- 五百年前是一家，彭桂芳。
- 中華饒氏珀玕祭祖記 （页面存档备份，存于）

## 延伸阅读
[在维基数据编辑]
 《百家姓》
 《欽定古今圖書集成·明倫彙編·氏族典·饒姓部》，出自陈梦雷《古今圖書集成》